# Keptinis alus
La keptinis alus ou keptìnis alùs (« bière cuite ») est une bière traditionnelle originaire de Lituanie. Il s'agit d'une bière nationale brassée depuis des siècles à partir de malt torréfié (à la manière du zythum égyptien). 
Pour préparer cette bière noire, on plonge dans de l'eau de l'orge, de l'avoine et du seigle, auxquels on ajoute de la paille ou du foin ; on en fait des boules qu'on cuit comme du pain dont on brise ensuite des morceaux dans un baril d'eau bouillante mixée avec du houblon et des feuilles de tilleul. On peut ajouter de la levure, mais ce n'est pas nécessaire. Après quelques jours de fermentation, on filtre le tout et on le transvase dans un nouveau baril.